# Пам'ятник Петру Григоренку
Пам'ятник Петру Григоренку (крим. Petro Ğrığorenko eykeli) — демонтований окупантами у травні 2024 року пам'ятник у Сімферополі, Автономна Республіка Крим, Україна.

## Історія
Погруддя Петра Григоренка, було встановлене у 1999 році за ініціативи Меджлісу кримськотатарського народу та за сприяння Народного Руху України.
Бронзовий бюст на постаменті виготовив та сплатив онуковий племінник генерала Олександр Григоренко. Пізніше статус пам'ятника було легітимовано, щобільше, у 2004 році Сімферопольська міськрада ухвалила рішення перейменувати територію навколо бюсту на сквер імені Григоренка.
У Криму, в багатьох місцях компактного поселення кримських татар, є вулиці імені Петра Григоренка.
До окупації біля пам'ятника проходили зустрічі ветеранів кримськотатарського національного руху.
У травні 2024 року окупаційна влада демонтувала пам'ятник.